# Jerzy Roman Krzyżanowski
Jerzy Roman Krzyżanowski ps. „Szpic” (ur. 10 grudnia 1922 w Lublinie, zm. 7 października 2017 w Columbus) – polski literaturoznawca, pisarz, publicysta.

## Życiorys
Urodził się jako syn Juliana Krzyżanowskiego i Emilii Roszkowskiej z domu Sobieszczańskiej. Uczęszczał do Gimnazjum im. Stefana Batorego w Lublinie. Przed 1939 związany z ZHP. Po wybuchu II wojny światowej brał udział w obronie Lublina. Był członkiem konspiracyjnego zastępu „Rysie” Jerzego Najmoły, a od roku 1942 Szarych Szeregów. Brał udział w wielu akcjach organizowanych przez oddział Szarugi Aleksandra Sarkisowa (specjalny oddział lotny Armii Krajowej oddelegowany do odbioru zrzutów lotniczych z Zachodu (m.in. w Akcji Most pod Bełżycami). Wkrótce po przejściu oddziału do Ludowego Wojska Polskiego, w listopadzie 1944, został aresztowany i umieszczony w obozie w Skrobowie koło Lubartowa, później deportowany do Rosji. Przebywał w obozach w Riazaniu i Stalinogorsku.
Po powrocie do Polski w 1947 studiował polonistykę na Uniwersytecie Warszawskim. W latach 1947–1959 pracował w instytucjach wydawniczych, m.in. w Państwowym Wydawnictwie Naukowym, gdzie był jednym z pierwszych pracowników Redakcji Encyklopedii PWN. W 1959, po ukończeniu studiów, wyjechał do USA, jako lektor języka polskiego na University of California w Berkeley. W 1965 otrzymał tytuł doktora filozofii (temat: literatura porównawcza) w University of Michigan z najwyższym wyróżnieniem Stowarzyszenia Honorowego Phi Beta Kappa. Wykładał literaturę polską kolejno w Michigan, Kolorado, Kansas, Ohio. Czynnie działał w kręgach polonijnych (Stowarzyszenie Rozwoju Studiów Polskich, Polski Instytut Naukowy). Mieszkał w Columbus, w stanie Ohio. Zmarł 7 października 2017 w swoim domu tamże.
Był autorem wielu opracowań dotyczących literatury i historii Polski. Publikował w paryskiej Kulturze, londyńskich Wiadomościach, Zeszytach Historycznych. Ostatnio jego książki ukazują się nakładem lubelskiego wydawnictwa Norbertinum.

## Publikacje
- Ernest Hemingway. Warszawa: Wiedza Powszechna, 1963
- Władysław Stanisław Reymont. New York: Bicentennial Publishing Corporation, 1972, ISBN 0-912757-11-6
- Generał. Opowieść o Leopoldzie Okulickim. Londyn: Odnowa, 1980
- Diana. New York: Bicentennial Publishing Corporation, 1986, ISBN 0-912757-11-6
- Legenda Samosierry i inne szkice krytyczne. Warszawa: "Czytelnik", 1987, ISBN 83-07-01578-2
- Banff. Paryż: Instytut Literacki,1988, ISBN 2-7168-0106-1
- Katyń w literaturze. Międzynarodowa antologia poezji, dramatu i prozy. wyd. 1: Lublin: Norbertinum, 1995, ISBN 83-85131-75-2, wyd. 2 popr. i uzup.: Lublin: Norbertinum, 2002, ISBN 83-7222-124-3, wyd. 3 poszerz.: Lublin: Norbertinum, 2010 ISBN 978-83-7222-402-6
- Ariadne. Lublin: Norbertinum, 1998, ISBN 83-86837-85-3
- Afrodyte. Lublin: Norbertinum,1999, ISBN 83-7222-029-8
- Myślę, że wrócę kiedyś… Londyn: Polska Fundacja Kulturalna, 2001, ISBN 1-872286-79-8
- U Szarugi: Partyzancka opowieść. wyd. 1: Lublin: Norbertinum, 1995, ISBN 83-85131-63-9, wyd. 2 popr. i poszerz.: Lublin: Norbertinum, 2004 ISBN 83-7222-173-1 – opowieść autobiograficzna o oddziale AK „Szarugi”
- Dekady. Opowiadania lubelskie. Lublin: Norbertinum, 2006, ISBN 83-7222-265-7
- Gdybym cię opuścił… Lublin: Norbertinum, 2007, ISBN 978-83-7222-313-5
- Widziane z Ameryki. Szkice literackie i historyczne. Lublin: Norbertinum, 2009, ISBN 978-83-7222-375-3
- Iść za marzeniem… Opowiadania i eseje krytyczne. Lublin: Norbertinum, 2014, ISBN 978-83-7222-517-7

## Ordery i odznaczenia
- Krzyż Komandorski Orderu Zasługi Rzeczypospolitej (2004, za wybitne zasługi w propagowaniu i krzewieniu historii i kultury polskiej)[3]
- Krzyż Oficerski Orderu Zasługi Rzeczypospolitej (1995, za wybitne zasługi w działalności na rzecz Polski)[4]
- Krzyż Walecznych
- Srebrny Krzyż Zasługi z Mieczami
- Nagroda Literacka im. Bolesława Prusa (1998 i 2006)
- Nagroda Związku Pisarzy Polskich na Obczyźnie (Londyn, 1997 i 2013)